# San Juan de Flores
San Juan de Flores – gmina (municipio) w południowym Hondurasie, w departamencie Francisco Morazán. W 2010 roku zamieszkana była przez około 13,5 tys. mieszkańców. Siedzibą administracyjną jest miejscowość San Juan de Flores.

## Położenie
Gmina położona jest w środkowej części departamentu. Graniczy z gminami:
- Talanga i Guaimaca od północy,
- Villa de San Francisco i Morocelí od południa,
- Teupasenti od wschodu,
- Dystrykt Centralny od zachodu.

## Miejscowości
Według Narodowego Instytutu Statystycznego Hondurasu na terenie gminy położone były następujące miejscowości:

- San Juan de Flores
- Cerro Bonito
- Cofradía
- Chandala
- El Carbón
- El Jicarito
- El Ocote
- El Zarzal
- El Zurzular
- Joyas de Carballo
- La Cruz (Suyapa)
- Las Delicias
- Marcos
- Miravalle
- Pacayas
- Pajarillos
- San José de Ramos
- San Luis
- Sicaguara